# Street Art Today
Street Art Today, kortweg SAT, is een streetart-platform dat in 2014 werd opgericht in Amsterdam.

## Museum

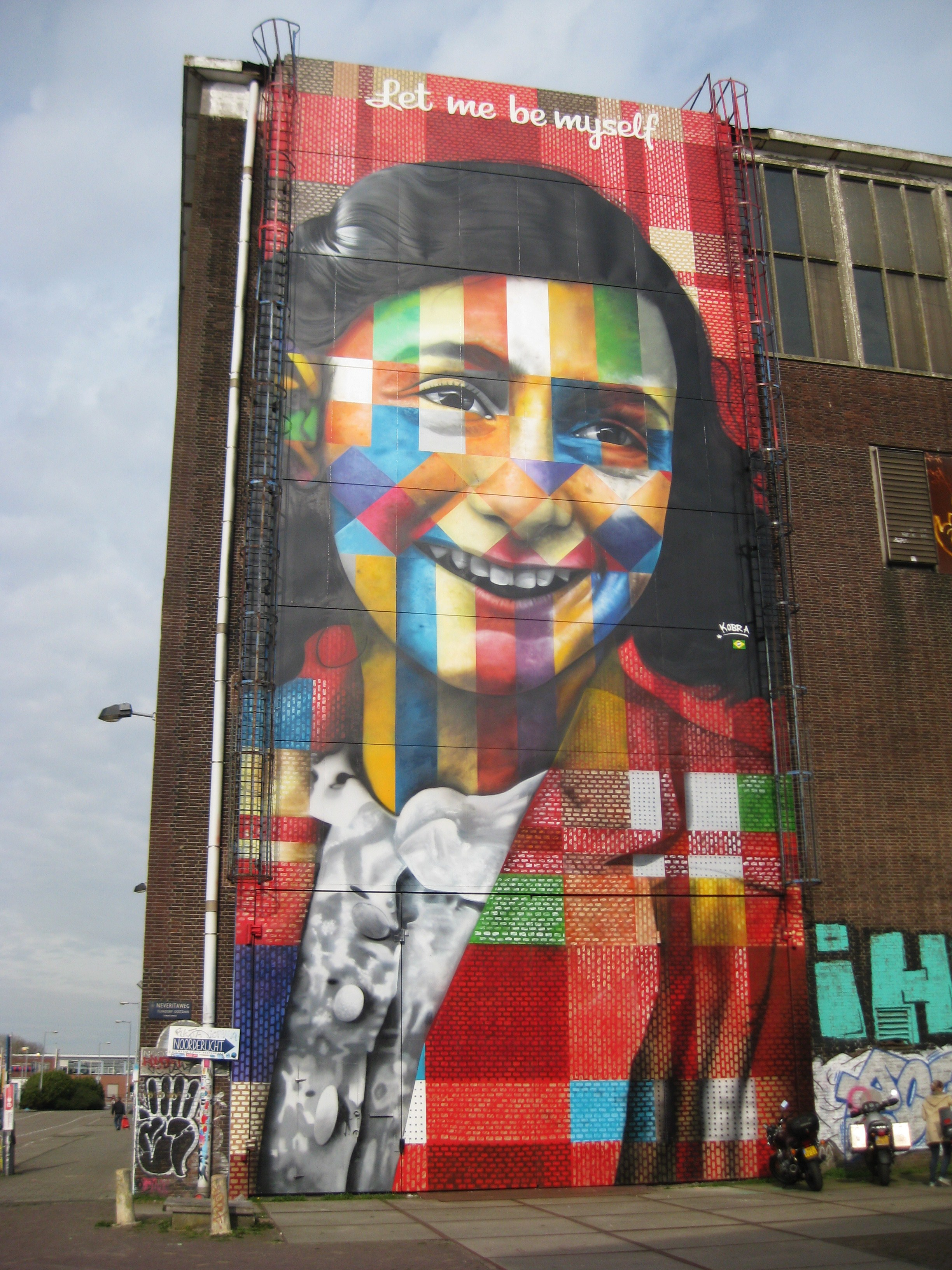
Let me be myself door Eduardo Kobra, het portret van Anne Frank op de gevel het toekomstige museum.

In 2015 kwam Peter Ernst Coolen, de oprichter van het platform, in contact met de beheerder van de gigantische Lasloods op de NDSM-werf in Amsterdam-Noord. Wat begon als een eenmalige samenwerking groeide uit tot het idee om een museum te beginnen rondom de kunstvorm streetart. Hetzelfde jaar startte de organisatie met het aanleggen van de collectie, dat inmiddels al meer dan 150 items kent.
Het museum wilde in eerste instantie haar deuren openen in de zomer van 2018, maar door de vertraging van de renovatie van de 7000 m² grote loods is de opening verplaatst naar 2020.

## Projecten

### Kunst in de openbare ruimte
Eind 2016 produceerde het platform een 240 vierkante meter grote muurschildering genaamd Let me be myself. Het portret van Anne Frank is gemaakt door de Braziliaanse neo-muralist Eduardo Kobra op de NDSM-werf in Amsterdam. In 2017 werd de schildering genomineerd voor een Dutch Street Art Award in de categorie Dutch Mural.
Nadat het bekend werd dat Eberhard van der Laan zijn functie als burgemeester van Amsterdam eind 2017 neerlegde, produceerde het platform samen met de muralist Miel een ode in de vorm van een kunstwerk bestaande uit een groots portret op zeecontainers. Het werk werd in 2018 genomineerd bij de Street Art Awards Benelux in de categorie Best Message.

## Prijzen en nominaties
- 2016 - Winnaar Dutch Street Art Award - Awesome Advertising
- 2017 - Nominatie Dutch Street Art Award - Dutch Mural (Eduardo Kobra - Let me be myself)
- 2017 - Nominatie Dutch Street Art Award - Epic Event (Kings Spray Street Art Festival 2017)
- 2018 - Nominatie Street Art Awards Benelux - Best Message (Miel - Eberhard van der Laan)